# 潞城駅
潞城駅（ろじょうえき）は中華人民共和国北京市通州区に位置する北京地下鉄6号線の駅である。駅番号は非公開。計画時点では「東小営駅」という名称であった。2014年12月28日に開業した。

## 駅構造
島式ホーム1面2線を有する地下駅。ホームドア完備。

## 歴史
- 2014年12月28日 - 開業。

## 隣の駅
北京地下鉄
■6号線
東夏園駅 - 潞城駅 (終点)